# Borovitsi
Borovitsi (en rus: Боровицы) és un poble de l'óblast de Vladímir, a Rússia, segons el cens del 2012 tenia 108 habitants. Pertany al districte municipal de Múrom.